# Juliette Goublet
Juliette Goublet est une avocate, journaliste et romancière française, née le 19 avril 1904 dans le Lorient (Morbihan) et morte le 23 janvier 1979 dans le 16e arrondissement de Paris.

## Biographie
Elle est la fille d’un préfet.
Licenciée en droit et en philosophie, Juliette Goublet entre au barreau de Paris à vingt-deux ans comme avocate. Elle défend surtout des militants communistes à partir de 1938. C'est pourquoi la police la considère comme une sympathisante communiste. Elle défend les accusés communistes même pendant la guerre. Elle assiste des condamnés à mort pour sabotage avant l’arrivée des Allemands. Elle affirma le 6 juin 1940 auprès de l'avocate Odette Moreau que le Parti communiste n’était pour rien dans les pratiques résistantes.
Elle réside au 20 rue des Canettes à Paris. En 1936-1937, elle part aider les républicains en Espagne dans la guerre civile. Elle est également journaliste et romancière.
Elle prend en 1942 la tête de la section féminine des Jeunes de l'Europe nouvelle, qui dépend du Groupe Collaboration. Elle décide au printemps de l'année suivante, en 1943, de partir travailler en Allemagne dans la métallurgie.
A la Libération, le 21 août 1944 à Paris VIe, elle est arrêtée sur dénonciation. Elle est alors détenue à Drancy, La Roquette puis Fresnes. Elle était accusée de plusieurs crimes : adhésion au groupe Collaboration, engagement comme travailleuse volontaire en Allemagne, dénonciation de résistant. Le journal L’Humanité du 26 août 1944 annonça en deuxième page : « Quelques collaborateurs arrêtés [...] Juliette Goublet avocate qui s’était engagée comme volontaire en Allemagne et accusée d’avoir dénoncée plusieurs patriotes ». Elle est condamnée par la Cour de Justice de la Seine le 27 mars 1945 à 5 ans de travaux forcés, à la confiscation de ses biens et à la dégradation nationale, puis transférée à la prison de la Roquette le 17 mai 1945.
Après sa libération, elle fait une carrière de romancière jusqu'à sa mort en 1979. En 1959, Juliette Goublet obtint le prix de l’Académie française pour Vie d’un préfet.